# Frantz (película)
Frantz es el nombre de una película dramática francoalemana en blanco y negro, dirigida por François Ozon en 2016 y protagonizada por Paula Beer y Pierre Niney.
La película fue seleccionada para el León de oro en el Festival de Venecia. Además, contó con once nominaciones en la entrega de los Premios Cesar de 2017.

## Sinopsis
En una pequeña ciudad alemana después de la I Guerra Mundial, Anna va cada día al cementerio a lamentar la pérdida de su novio Frantz, que murió en una batalla en Francia. Un día se encuentra con Adrien, un joven francés, que ha ido a depositar flores en la tumba de Frantz, y cuya presencia en un país que acaba de perder la guerra encenderá pasiones encontradas.

## Reparto
- Paula Beer como Anna.
- Pierre Niney como Adrien.
- Ernst Stötzner como Doktor Hoffmeister.
- Marie Gruber como Magda Hoffmeister.
- Johann von Bülow como Kreutz.
- Anton von Lucke como Frantz.
- Cyrielle Clair como la madre de Adrien.
- Alice de Lencquesaing as Fanny.

## Producción

### Guion
La película es una adaptación del director François Ozon, quien escribió una nueva versión de la película estadounidense "Broken Lullaby" de 1932, dirigida por Ernst Lubitsch y protagonizada por Nancy Carroll y Lionel Barrymore.

## Lanzamiento
Frantz se lanzó por primera vez el 23 de agosto de 2016 en Francia, llevado a cabo para el lanzamiento de teatro francés el 7 de septiembre de 2016. En Alemania la película fue liberada el 29 de septiembre de 2016, solamente en cines.

## Taquilla
En Francia y Alemania, la película recibe respectivamente 612,636 y 160,330 en total de espectadores.

## Reconocimiento
| Premios                          | Premios                  | Premios                     | Premios                                            | Premios   |
| Premio de entrega                | Fecha                    | Categoría                   | Nominado/a                                         | Resultado |
| -------------------------------- | ------------------------ | --------------------------- | -------------------------------------------------- | --------- |
| Belgian Film Critics Association | 7 de enero de 2016       | Grand Prix                  | Frantz                                             | Nominada  |
| Venice Film Festival             | 10 de septiembre de 2016 | Premio Marcello Mastroianni | Paula Beer                                         | Ganadora  |
| Venice Film Festival             | 10 de septiembre de 2016 | León de Oro                 | François Ozon                                      | Nominado  |
| Premios Cesar                    | 24 de febrero de 2017    | Mejor Película              | Eric Altmayer y Nicolas Altmayer                   | Nominada  |
| Premios Cesar                    | 24 de febrero de 2017    | Mejor Director              | François Ozon                                      | Nominado  |
| Premios Cesar                    | 24 de febrero de 2017    | Mejor Actor                 | Pierre Niney                                       | Nominado  |
| Premios Cesar                    | 24 de febrero de 2017    | Mejor Actriz Revelación     | Paula Beer                                         | Nominada  |
| Premios Cesar                    | 24 de febrero de 2017    | Mejor Adaptación            | François Ozon                                      | Nominado  |
| Premios Cesar                    | 24 de febrero de 2017    | Mejor Fotografía            | Pascal Marti                                       | Ganador   |
| Premios Cesar                    | 24 de febrero de 2017    | Mejor Montaje               | Laure Gardette                                     | Nominado  |
| Premios Cesar                    | 24 de febrero de 2017    | Mejor Sonido                | Martin Boissau, Benoît Gargonne y Jean-Paul Hurier | Nominados |
| Premios Cesar                    | 24 de febrero de 2017    | Mejor Música                | Philippe Rombi                                     | Nominado  |
| Premios Cesar                    | 24 de febrero de 2017    | Mejor Vestuario             | Pascaline Chavanne                                 | Nominado  |
| Premios Cesar                    | 24 de febrero de 2017    | Mejor Diseño de Producción  | Michel Barthélémy                                  | Nominado  |